# Eduardo López-Chávarri y Marco
Eduardo López-Chávarri y Marco (Valencia, 29 januari 1871 – aldaar, 28 oktober 1970), was een Spaans componist, muziekpedagoog, dirigent, musicoloog, muziekcriticus en advocaat.

## Levensloop
Hij studeerde eerst juridische vakken aan de Universidad de Valencia en gradueerde daar. Daarna ging hij aan de Universidad Central de Madrid en promoveerde in 1900. Als componist heeft hij zich vooral autodidactisch ontwikkeld, maar hij kreeg ook lessen van Francisco Antich en Felipe Pedrell. Hij voltooide zijn muziekstudies en Parijs en ging aansluitend na Italië en Duitsland.
In 1929 huwde hij de sopraan Carmen Andújar Sotos van Argentijnse herkomst, met die hij een zoon heeft met naam Eduardo López-Chavarri Andújar, eveneens componist, muziekcriticus, schrijver, en muziekjournalist voor het dagblad Las Provincias.
Hij was muziekcriticus voor het Valenciaanse dagblad Los Provincias. In 1903 stichtte hij het Orquesta Valenciana de Cámara. Hij was professor voor esthetiek en muziekgeschiedenis aan het Conservatorio Superior de Música de Valencia.
López-Chávarri y Marco is naast zijn boeken bekend voor zijn werken voor koor en orkest en pianowerken.

## Composities

### Werken voor orkest
- 1910 Acuarelas Valencianas, voor orkest
  1. Canción
  2. Estival
  3. Danza
- 1911-1912 Antiguos Abanicos, suite
- 1916 De l’horta i de la montanya, voor spreker en orkest
- 1922 Rapsodia de Pascua, voor piano en orkest
- 1928 Concert, voor piano en strijkers
  1. Allegro non tropo
  2. Les barraques de Bonrepòs (andante tranquilo)
  3. Finale (popular) Allegro vivace
- 1929 Proses de viatge, voor spreker en orkest
- 1933 Tres impresiones
- 1941 Concierto Hispanico, voor piano en orkest
- 1943 Concierto Breve, voor piano en orkest
- 1949 Dos improvisata
- Concierto, voor harp en strijkers
- Fantasia voor orkest
- Sinfónia Hispanica
- Divertimento voor orkest

### Werken voor banda (harmonieorkest)
- 1909 Valencianas
  1. En la muntanya
  2. Festa - Dansa d'Albaida
  3. Interior - Lo ball dels nanos
- Danza de concierto

### Missen en geestelijke muziek
- 1940 Misa Bernada
- Himno de Epifanía
- Ofrena

### Toneelwerken
- 1907 Terra d'Horta, ilustraciones musicales, 1 acte - libretto: Juan Bautista Pont

### Werken voor koor
- 1907 Cuentos lírics, voor spreker, koor en orkest
- 1909 Llegenda, sinfónico corales voor gemengd koor - tekst: Theodoro Llorente Olivares
  1. heroísmo
  2. muerte
  3. gloria
- El Cantar de la Guerra, voor vier solisten, gemengd koor en orkest
- Madrigal
- Rondel, voor gemengd koor

### Vocale muziek
- Dos canciones españolas, voor sopraan en piano
  1. Picaresca
  2. Serranilla gentil

### Kamermuziek
- Andaluza
- Villanesca, voor viool en piano

### Werken voor piano
- 1913 Cuentos y fantasías
  1. El viejo castillo moro
- Danza de Albaida
- Danza de la alegría
- Danza de las Cecilias
- Leyenda del castillo moro
- Sonata Levantina
- Tres Impresiones
  1. Cant en l’Horta
  2. Danza de las labradoras Valencianas
- Rincón de Mallorca

### Werken voor gitaar
- 1924 Sonata I
- 1957 Sonata II
- Intermezzo
- Preludios a Valencia
- Tríptico de Homenajes
- 7 Piezas

### Werken voor harp
- El arpa en la obra de los López-Chavarri
  1. Leyenda
  2. Minueto
  3. Episodios

## Publicaties
- Eduardo López-Chávarri: Armónica. Madrid. Viuda de Rodriguez Serra, 1901. en 1904. 96 p.
- Eduardo López-Chávarri: El anillo del Nibelungo - Tetralogia de Ricardo Wagner. Ensayo analitico del poema y de la musica, con 150 fotograbados y ejemplos musicales, Madrid. IV, 287 p.
- Eduard López-Chávarri: Catecismo de historia de la música. 5ª ed.] Publicación, Madrid. Unión Musical española, 1965. 123 p.
- Eduardo López-Chávarri Marco: Correspondencia. Edición a cargo de Rafael Díaz Gómez y Vicente Galbis López (Beatriz Martínez del Fresno) Conselleria de Cultura, Educación y Ciencia, Generalitat Valenciana. 1996. 2 v. 850 p. ISBN 844821384X
- Eduard López-Chávarri: Compendio de Historia de la Música - con arreglo al curso del Conservatorio de Valencia. Valencia. Edit. Unión Musical española, 1930. 95 p.
- Vicente Galbis López: Eduardo López-Chavarri Marco y las entidades culturales valencianas. in: Saitabi: revista de la Facultat de Geografia i Història, ISSN 0210-9980, Nº. 47, 1997. pags. 377-392
- Vicente Galbis López en Rafael Díaz Gómez: Nuevas aportaciones sobre la figura de Eduardo López-Chavarri Marco en el conjunto de la música española. in: Revista de musicología, ISSN 0210-1459, Vol. 20, Nº 1, 1997. (Ejemplar dedicado a: Actas del IV Congreso de la Sociedad Española de Musicología, La investigación musical en España (I)), pags. 683-688